# Tracy Eisser
Tracy Eisser, née le 20 novembre 1989, est une rameuse américaine .

## Palmarès

### Championnats du monde
| Discipline       | Amsterdam 2014 Pays-Bas | Aiguebelette 2015 France |
| ---------------- | ----------------------- | ------------------------ |
| Quatre de couple | Bronze                  | Or                       |